# Viktória Mohácsi
Pour les articles homonymes, voir Mohácsi.
Viktória Mohácsi, née le 1er avril 1975 à Berettyóújfalu, est une personnalité politique hongroise, d'ethnie rom. De 2004 à 2009, elle est députée européenne.

## Biographie
Mohácsi se fait connaître comme journaliste tzigane et comme militante. En 2004, elle remplace son collègue Gábor Demszky au Parlement européen. Elle est la seule représentante de la communauté rom avec Lívia Járóka. Elle est membre de l'Alliance des démocrates libres. En 2005, elle parvient à faire voter par le parlement une résolution condamnant toutes les formes de discrimination dont sont victimes les roms. Aux élections européennes de 2009, elle ne conserve pas son siège.
Mohácsi travaille notamment à répertorier les actes de violence envers les Roms en Hongrie. Son mouvement répertorie 68 attaques anti-rom, provoquant la mort de douze roms, entre janvier 2008 et juin 2010. En 2008, elle se voit décerner le Prix Minerva pour son travail de défense des droits de l'homme auprès des Roms. Mohácsi reçoit le prix d'Human Rights First en 2010 à New York.
En retour, elle s'attire des critiques pour avoir à plusieurs reprises défendu des Roms ayant commis des délits, notamment les meurtriers de Marian Cozma. En 2009, Mohácsi demande une protection policière en raison des menaces graves qu'elle a reçues. Le journal Népszabadság révèle en février 2012 qu'elle a demandé l'asile au Canada. 
En 2014, deux nouveaux députés européens d'ethnie rom sont élus : le Roumain Damian Drăghici et la Suédoise Soraya Post.